# Córdoba Open 2022 - Qualificazioni singolare
Le qualificazioni del singolare del Córdoba Open 2022 sono state un torneo di tennis preliminare per accedere alla fase finale. I vincitori dell'ultimo turno sono entrati di diritto nel tabellone principale. In caso di ritiro di uno o più giocatori aventi diritto a questi sono subentrati gli alternate, coloro che vengono ammessi al tabellone principale a causa dell'assenza di un lucky loser che possa sostituire il giocatore ritirato.

## Teste di serie
1. Daniel Elahi Galán (ultimo turno, lucky loser)
2. Juan Pablo Varillas (qualificato)
3. Alejandro Tabilo (qualificato)
4. Nikola Milojević (ultimo turno, lucky loser)

1. Zdeněk Kolář (primo turno)
2. Nicolás Jarry (qualificato)
3. Marcelo Tomás Barrios Vera (ultimo turno)
4. Dmitrij Popko (primo turno)

## Qualificati
1. Nicolás Jarry
2. Juan Pablo Varillas

1. Alejandro Tabilo
2. Juan Pablo Ficovich

## Lucky loser
1. Daniel Elahi Galán

1. Nikola Milojević

## Tabellone

### Legenda
| - Q = Qualificato - WC = Wild card - LL = Lucky loser | - ALT = Alternate - SE = Special Exempt - PR = Protected Ranking | - w/o = Walkover - r = Ritirato - d = Squalificato |

### Sezione 1
|  | Primo turno | Primo turno        | Primo turno        | Primo turno | Primo turno |  |  | Ultimo turno | Ultimo turno       | Ultimo turno | Ultimo turno | Ultimo turno |  |
|  |             |                    |                    |             |             |  |  |              |                    |              |              |              |  |
|  | 1           | Daniel Elahi Galán | Daniel Elahi Galán | 6           | 6           |  |  |              |                    |              |              |              |  |
|  | WC          | Nicolás Kicker     | Nicolás Kicker     | 1           | 3           |  |  | 1            | Daniel Elahi Galán | 4            | 7            | 5            |  |
|  | Alt         | Maxime Janvier     | Maxime Janvier     | 4           | 6(6)        |  |  | 6            | Nicolás Jarry      | 6            | 6(3)         | 7            |  |
|  | 6           | Nicolás Jarry      | Nicolás Jarry      | 6           | 7           |  |  |              |                    |              |              |              |  |

### Sezione 2
|  | Primo turno | Primo turno                | Primo turno                | Primo turno | Primo turno |  |  | Ultimo turno | Ultimo turno               | Ultimo turno               | Ultimo turno | Ultimo turno |  |
|  |             |                            |                            |             |             |  |  |              |                            |                            |              |              |  |
|  | 2           | Juan Pablo Varillas        | Juan Pablo Varillas        | 7           | 6           |  |  |              |                            |                            |              |              |  |
|  |             | Alessandro Giannessi       | Alessandro Giannessi       | 6(5)        | 2           |  |  | 2            | Juan Pablo Varillas        | Juan Pablo Varillas        | 6            | 6            |  |
|  |             | Facundo Mena               | Facundo Mena               | 3           | 2           |  |  | 7            | Marcelo Tomás Barrios Vera | Marcelo Tomás Barrios Vera | 4            | 1            |  |
|  | 7           | Marcelo Tomás Barrios Vera | Marcelo Tomás Barrios Vera | 6           | 6           |  |  |              |                            |                            |              |              |  |

### Sezione 3
|  | Primo turno | Primo turno            | Primo turno            | Primo turno | Primo turno |  |  | Ultimo turno | Ultimo turno           | Ultimo turno           | Ultimo turno | Ultimo turno |  |
|  |             |                        |                        |             |             |  |  |              |                        |                        |              |              |  |
|  | 3           | Alejandro Tabilo       | Alejandro Tabilo       | 6           | 6           |  |  |              |                        |                        |              |              |  |
|  |             | Renzo Olivo            | Renzo Olivo            | 2           | 2           |  |  | 3            | Alejandro Tabilo       | Alejandro Tabilo       | 6            | 6            |  |
|  | Alt         | Thiago Agustín Tirante | Thiago Agustín Tirante | 7           | 6           |  |  | Alt          | Thiago Agustín Tirante | Thiago Agustín Tirante | 3            | 4            |  |
|  | 5           | Zdeněk Kolář           | Zdeněk Kolář           | 5           | 3           |  |  |              |                        |                        |              |              |  |

### Sezione 4
|  | Primo turno | Primo turno           | Primo turno           | Primo turno | Primo turno |  |  | Ultimo turno | Ultimo turno        | Ultimo turno | Ultimo turno | Ultimo turno |  |
|  |             |                       |                       |             |             |  |  |              |                     |              |              |              |  |
|  | 4           | Nikola Milojević      | Nikola Milojević      | 6           | 6           |  |  |              |                     |              |              |              |  |
|  |             | Felipe Meligeni Alves | Felipe Meligeni Alves | 4           | 3           |  |  | 4            | Nikola Milojević    | 3            | 7            | 5            |  |
|  | WC          | Juan Pablo Ficovich   | 2                     | 6           | 6           |  |  | WC           | Juan Pablo Ficovich | 6            | 6(5)         | 7            |  |
|  | 8           | Dmitrij Popko         | 6                     | 3           | 1           |  |  |              |                     |              |              |              |  |